# Herb powiatu złotoryjskiego
Herb powiatu złotoryjskiego – jeden z symboli powiatu złotoryjskiego, ustanowiony 26 września 2003.

## Wygląd i symbolika
Herb przedstawia na tarczy dwudzielnej w pas w polu górnym dwudzielnym w słup (zielono-złotym) czarnego orła ze srebrną przepaską półksiężycową (nawiązanie do herbu Złotoryi i województwa dolnośląskiego), natomiast w dolnym polu srebrno-czerwoną szachownicę z umieszczonymi na niej symbolami górniczymi.